# Capote alentejano
O capote alentejano dizem ter a sua origem nos trajes no Alentejo, contudo este traje também era usado na Serra da Estrela e, outrora em Trás Dos Montes. É um traje longo e sem mangas que possui uma sobrecapa que cai até à altura do peito e pode possuir uma gola geralmente em pele de raposa.
Dada a crescente popularidade desta peça algumas marcas  nos últimos reinterpretam agasalhos em burel tipicamente portugueses. 

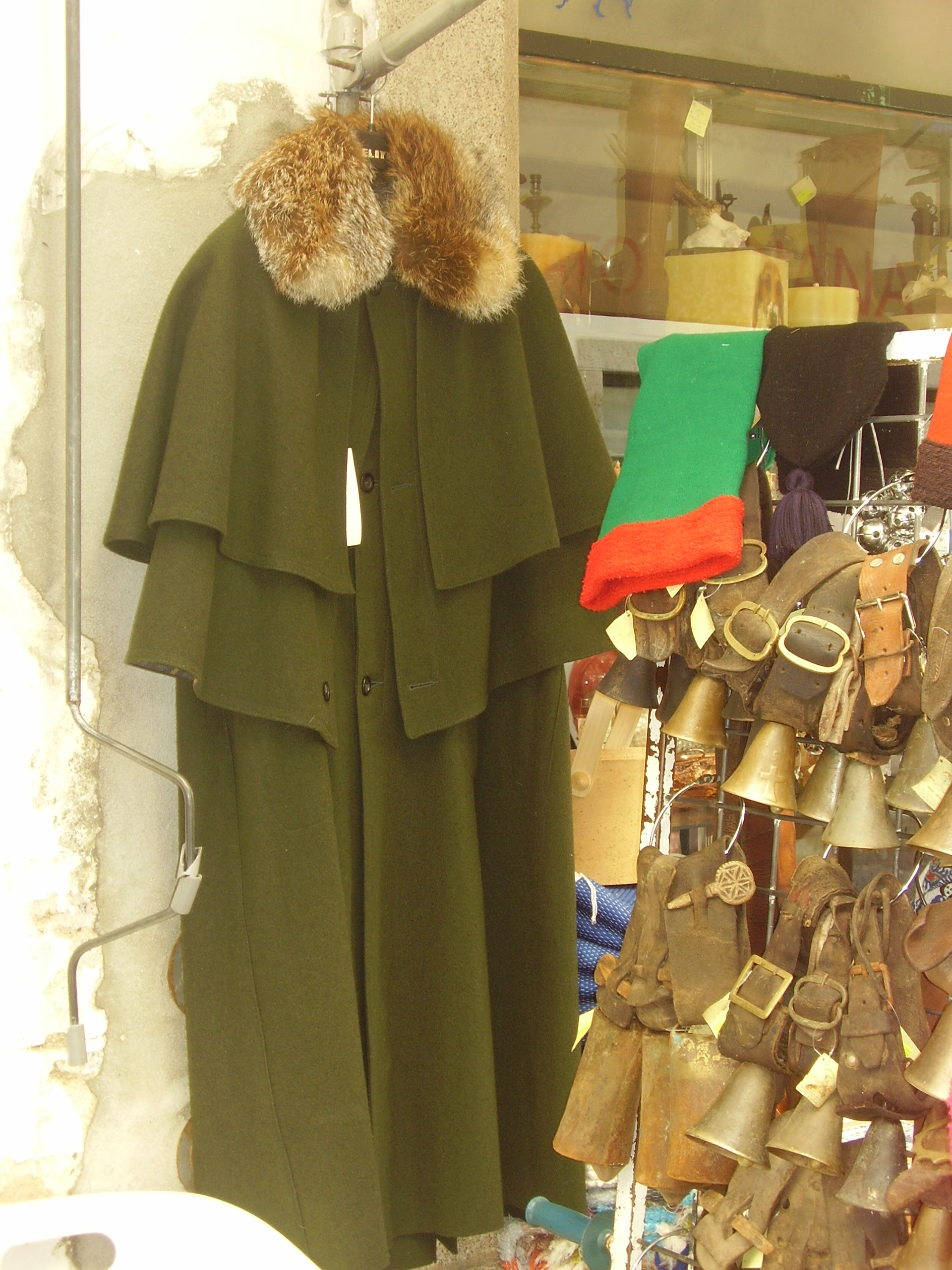